# Мацеста (станция)
Маце́ста — остановочная платформа Северо-Кавказской железной дороги РЖД, расположена в микрорайоне Мацеста Хостинского района города Сочи, Краснодарский край, Россия.

## Описание
Электропоезда прибывают на две боковых платформы, связанные между собой надземным пешеходным переходом. Количество путей — 3.

## История
В советское время использовалась также частично сохранившаяся до сих пор Мацестинская ветка от станции Мацеста до Старой Мацесты, построенная как и основная магистраль в 1925 году. Она была сооружена для пассажирского и грузового движения, впоследствии использовалась только для грузового движения по доставке к Ванным зданиям Курорта Мацеста мазута и вывозу с источников курорта минеральной сероводородной воды для доставки её в оздоровительные учреждения Большого Сочи.